# Bad Ditzenbach
Bad Ditzenbach település Németországban, azon belül Baden-Württembergben. Lakosainak száma 3891 fő (2023. december 31.).

## Népesség
A település népessége az elmúlt években az alábbi módon változott:
| Lakosok száma | 2794 | 2903 | 2990 | 2976 | 2989 | 3429 | 3666 | 3744 | 3560 | 3891 |
|               | 1961 | 1967 | 1974 | 1980 | 1987 | 1993 | 2000 | 2006 | 2013 | 2023 |